# Тельфс
Тельфс (нем. Telfs) — ярмарочная коммуна (нем. Marktgemeinde) в Австрии, в федеральной земле Тироль.
Входит в состав округа Инсбрук. Площадь коммуны составляет 45,48 км², население — 16 091 человек (1 января 2021), плотность населения — 353 чел./км².

## Население
| Год  | Численность |
| ---- | ----------- |
| 1869 | 2197        |
| 1889 | 2261        |
| 1890 | 2693        |
| 1900 | 2715        |
| 1910 | 3151        |
| 1923 | 2978        |
| 1934 | 3681        |
| 1939 | 3849        |
| 1951 | 4786        |
| 1961 | 5438        |
| 1971 | 6589        |
| 1981 | 7743        |
| 1991 | 10179       |
| 2001 | 12833       |
| 2011 | 14670       |
| 2021 | 16091       |

## Политическая ситуация
Бургомистр коммуны — Кристиан Хэртинг (Мы за Тельфса) по результатам выборов 2016 года.
Совет представителей коммуны (нем. Gemeinderat) состоит из 21 места.

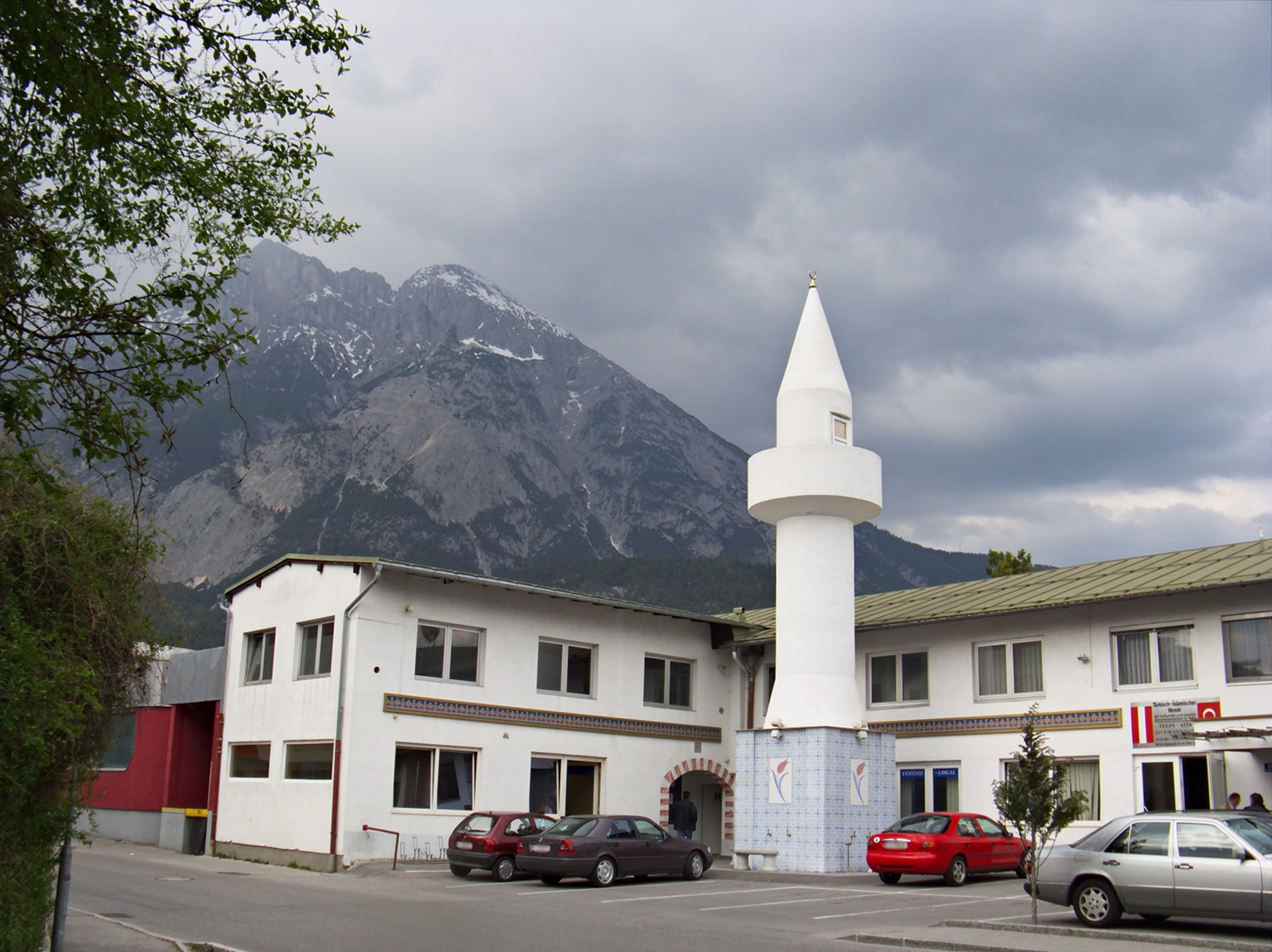
мечеть Эюп Султан

- Мы за Тельфса (нем. Wir für Telfs) занимает 11 мест.
- АНП занимает 3 места.
- Зелёные занимают 2 места.
- АПС занимает 2 места.
- СДПА занимает одно место.
- Местный блок (нем. Bürgerliste) занимает одно место.
- Тельфс новый (нем. Telfs neu) занимает одно место.

## Мечеть
В 2006 году в Тельфсе была открыта мечеть Эюп Султан, которая должна была иметь минарет высотой 29 метров. Однако часть немусульманского населения Тельфса выразила протест и было решено уменьшить высоту минарета до 15 метров. При регистрации мечети во всех документах было прописано, что муэдзин не имеет права призывать на молитву с минарета. Спор вокруг минарета в Тельфсе стали предметов дискуссий по всей Австрии.